# The Weeknd in Japan
The Weeknd in Japan è la seconda raccolta del cantante canadese The Weeknd, pubblicato il 21 novembre 2018 dalla XO e Republic.

## Descrizione
Distribuito esclusivamente per il mercato giapponese, il disco è stato pubblicato con l'intento di celebrare il primo concerto in assoluto tenuto da The Weeknd in Giappone, precisamente presso il Makuhari Messe di Chiba il 18 dicembre 2018 nell'ambito del The Weeknd Asia Tour. La copertina dell'album ha ripreso, infatti, lo stile dei poster promozionali utilizzati per il tour asiatico.

## Tracce
1. Wicked Games – 5:25
2. Wanderlust (Pharrell Remix) – 5:07
3. The Hills – 4:02
4. Can't Feel My Face – 3:33
5. In the Night – 3:55
6. Acquainted – 5:48
7. Often – 4:09
8. Might Not (Belly feat. The Weeknd) – 3:45
9. Starboy (feat. Daft Punk) – 3:50
10. I Feel It Coming (feat. Daft Punk) – 4:29
11. Party Monster – 4:09
12. Secrets – 4:25
13. Call Out My Name – 3:48
14. Wasted Times – 3:40